# Parechiniscus chitonides
Parechiniscus chitonides är en djurart som tillhör fylumet trögkrypare, och som beskrevs av Cuénot 1926. Parechiniscus chitonides ingår i släktet Parechiniscus och familjen Echiniscidae. Inga underarter finns listade i Catalogue of Life.